# 相山西街道
西街道，是中华人民共和国安徽省淮北市相山区下辖的一个乡镇级行政单位。

## 行政区划
西街道下辖以下地区：
体育社区、鹰南社区、花园社区、永安社区、鹰山社区、洪山社区、利民社区、教育社区、新华社区、安康社区和建安社区。